# Kalpana Kalahasti
Kalpana Kalahasti  (nacida en 1974) es una científica e ingeniera electrónica india que trabaja en la Organización de Investigación Espacial de la India (ISRO). Actualmente se desempeña como directora asociada del proyecto de la misión Chandrayaan-3. Kalpana ha jugado un papel decisivo en la construcción de varios satélites de la India y participó en las misiones Chandrayaan-2 y Mangalyaan.

## Infancia y educación
Kalpana nació en 1974 en Chennai. La Universidad de Madrás le otorgó el título de Ingeniería en Electrónica y Comunicaciones.
Se unió a ISRO como científica en 2003. Kalpana comenzó su carrera trabajando en numerosos programas satelitales y jugó un papel decisivo en el lanzamiento exitoso de múltiples satélites de comunicación y teledetección. Desde la construcción de sistemas de propulsión para el posicionamiento preciso de satélites hasta el diseño de equipos de imágenes avanzados para capturar fotografías de alta resolución de la Tierra, ha estado a la vanguardia. Con el tiempo se convirtió en miembro de la misión Mars Orbiter de ISRO (Mangalyan) y de la misión Chandrayaan-2. En 2019, fue nombrada directora asociada de proyectos de la misión Chandrayaan-3 y jugó un papel decisivo en el diseño y optimización de los sistemas de aterrizaje lunar.